# Wellküren
Die Wellküren sind eine seit dem Jahr 1986 aus drei Schwestern bestehende bayerische Volksmusik- und Kabarett-Gruppe, die der Neuen Volksmusik zuzurechnen ist.

## Die Gruppe
Die Gründerinnen Moni, Vroni und Burgi entstammen der 17-köpfigen Volksmusikantenfamilie des Dorfschullehrers Hermann Well und seiner Frau Gertraud aus Günzlhofen bei Fürstenfeldbruck, die auch die Biermösl Blosn und die Well-Buam hervorgebracht hat. Ab 1986 feierten sie Erfolge auf Kleinkunstbühnen mit Dreigesang, Harfe, Gitarre, Saxophon und Nonnengeige. Mit der Kabarettistin Maria Peschek starteten sie im Jahr 1987 ihr erstes gemeinsames Programm Jetz schau ma mal, na seng’ ma’s scho im Lokal der Münchner Lach- und Schießgesellschaft.
In ihren Programmen behandeln sie in harmlos scheinendem traditionellen bayerischem Gesang eine breite und aktuelle Themenpalette, bei manchen Widrigkeiten im Haushalt angefangen über die Beziehungen zwischen den Geschlechtern bis zu den politischen Zuständen in Bayern, witzig und hintergründig verpackt. Sie thematisieren dabei auch Felder wie Verhütung oder Gammelfleisch, die in der überlieferten Volksmusik, die sie allerdings ebenso beherrschen, schlecht denkbar sind.
Nach 18 Bühnenjahren verabschiedete sich Schwester Vroni 2005 von den Wellküren. Ihre Nachfolgerin wurde ihre Schwester Bärbi, die neue Besetzung trat erstmals 2005 mit dem Programm Stubenmusik macht süchtig auf die Bühne.
Die Gruppe hat zahlreiche Preise und Auszeichnungen erhalten. Für ihre Verdienste um den Bairischen Dialekt wurde ihnen im Jahr 2008 nach Alfred Reisinger (2005), Benedikt XVI. (2006) und Hans-Jürgen Buchner (Haindling) (2007) die Bairische Sprachwurzel verliehen, womit sie die ersten weiblichen Preisträger sind.
Nach der Auflösung der Biermösl Blosn brachten die drei Schwestern, gemeinsam mit ihren Brüdern Karl, Michael und Christoph Well, im Februar 2012 das Programm „Fein sein beinander bleibn“ unter der Regie von Franz Wittenbrink auf die Bühne der Münchner Kammerspiele.
Am 8. September 2023 starb Burgi Well, umsorgt von ihren beiden Schwestern Moni und Bärbi, an Leukämie. Sie wurde 71 Jahre alt.

## Zitate
Über die Wellküren
Mit losem Mundwerk und enormer Musikalität legte das Trio einen Spagat zwischen Putzlappen und Politik hin, der nur von wenigen deutschen Unterhaltungskünstlern in dieser Professionalität dargeboten wird.
Passauer Neue Presse vom 27. Oktober 2003
Die Wellküren folgen keinem festen Schema, außer dass sie zuverlässig und auf höchstem Niveau bayerisches Volksmusik-Kabarett aus Frauen-Perspektive bieten und damit einzigartig in Deutschland sind.
Der Spiegel vom 5. Juli 2004
Das Programm der Wellküren würde man im Weinbau „Ausbruch“ nennen und damit folgende Eigenschaften ausdrücken: saftig, erlesen und an Qualität kaum zu überbieten. Fügt man noch hinzu: erfrischend, respektlos, hinterkünftig, manchmal auch schrill, rotzfrech und mitunter ein wenig frivol, so hat man die Mischung charakterisiert, der die Schwestern der „Biermösl Blosn“ ihren Erfolg verdanken.
Süddeutsche Zeitung vom 29. September 2006
Wenn sich die Drei mit Harfe, Gitarre und Hackbrett auf den musikalischen „Highway to hell“ begeben, dann haben sie mit ihrer Art der „Weltmusik“ endgültig ein völlig neues Genre kreiert. Eine geniale Schwesternmusik.
Main-Echo vom 14. März 2015
Trotz aller Ironie ist die Show zum 30. der Wellküren auch eine politische Kundgebung. Zur Premiere ihres Jubiläumsprogramms gründeten sie an zwei Abenden mit ihrem hingebungsvoll lauschenden und bestens unterhaltenen Publikum die STUGIDA „Stubenmusi gegen die Idiotisierung des Abendlandes.“ Ohne von einem Rechtsruck besorgter Bürger aus der aktuellen Nachrichtenlage inspiriert sein zu müssen, war das aber schon immer das Programm der Girlsband aus Günzlhofen im Brucker Land.
Abendzeitung vom 25. Februar 2016

## Diskografie
- 1992: Alles Natur (Trikont)
- 1996: Auf da Roas (Mood Records)
- 1999: Wellness (Mood Records)
- 2003: Das Mensch (Mood Records; mit Karl Well, Michael Well und den Kindern von Stopherl Well)
- 2006: Forever (Well Musik)
- 2010: Ludwig Thomas Heilige Nacht (Der Hörverlag)
- 2011: Beste Schwestern – 25 Jahre Wellküren (Well Musik; Bundle: CD + DVD + 80-seitige Buchchronik)
- 2013: Geschwister Well – Fein sein, beinander bleibn (Well Musik; erschienen als CD und DVD)
- 2015: Geschwister Well – A scheene Leich (Well Musik)
- 2017: Abendlandler (Well Musik)

## Programme

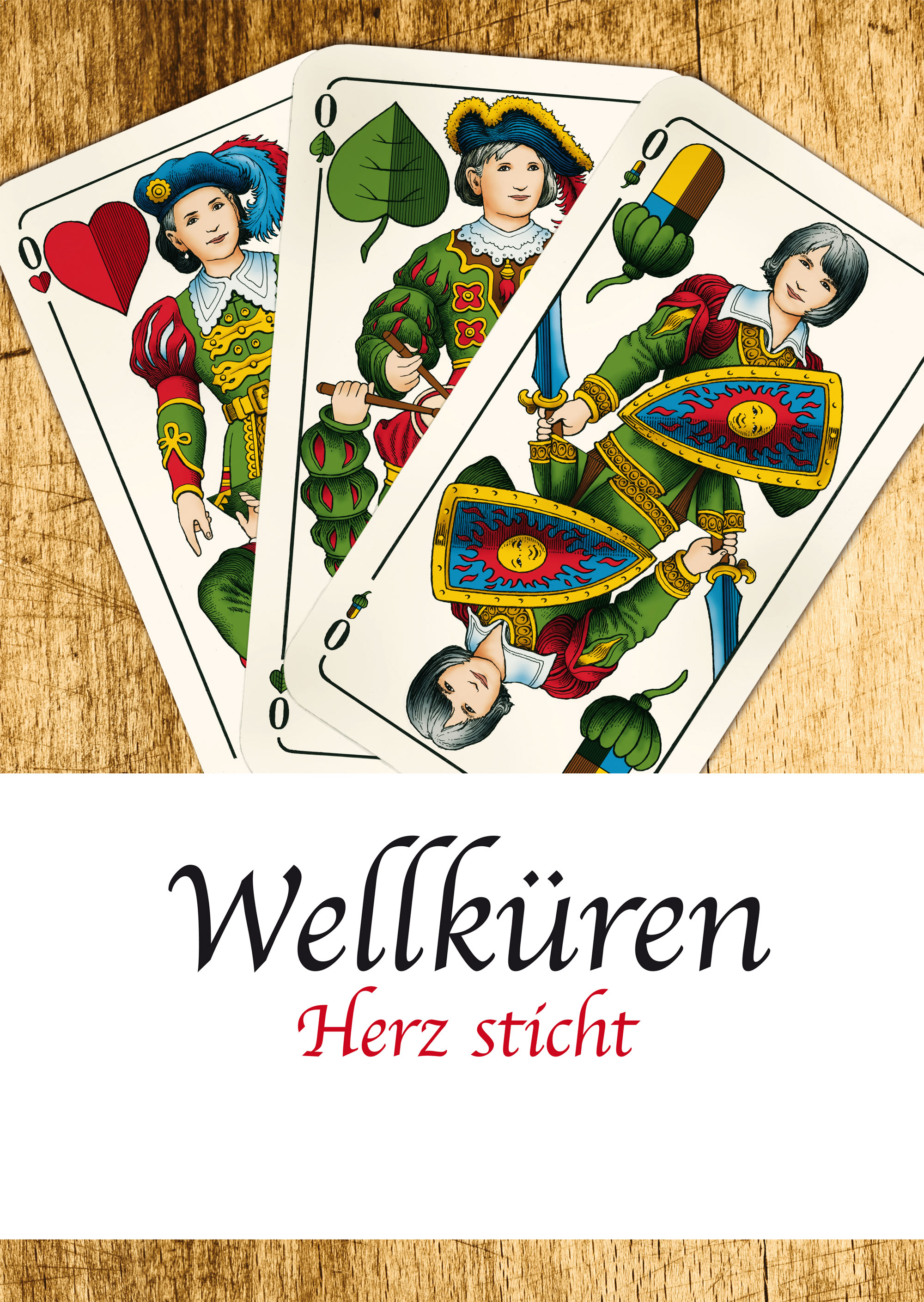
Wellküren Poster 2014

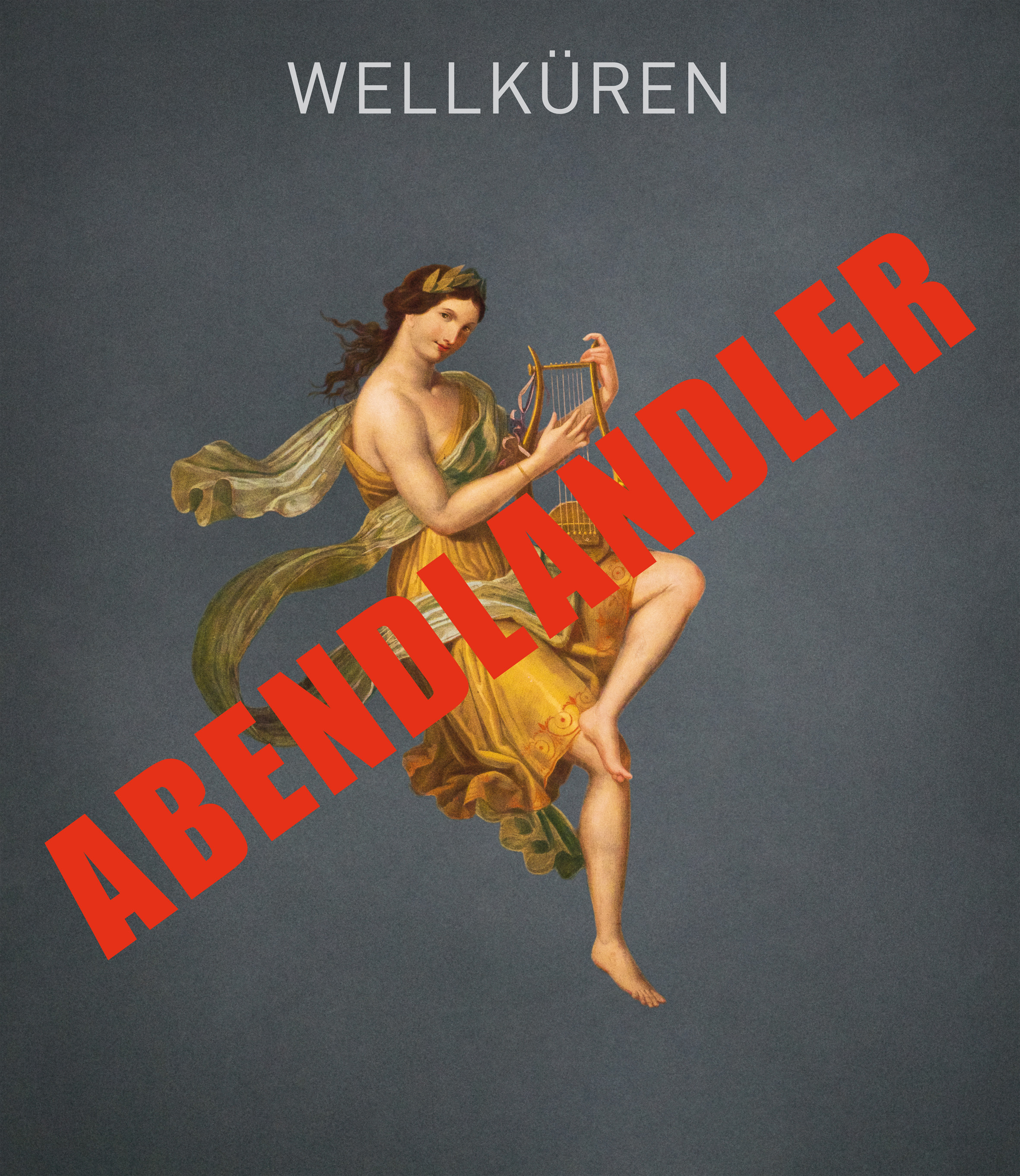
Wellküren Poster 2018

- 1987: Jetz schau ma mal, na seng’ ma’s scho
- 1988: Hojotoho, mia san wieder do
- 1991: Alles Natur
- 1995: Auf da Roas
- 1998: Wellness
- 2001: Jessas
- 2004: Stubenmusik macht süchtig
- 2006: Forever
- 2009: Beste Schwestern
- 2012: Fein sein beinander bleibn (gemeinsam mit ihren Brüdern Christoph, Michael und Karl)
- 2014: Herz sticht
- 2016: 30 Jahre Wellküren
- 2018: Abendlandler

## Auszeichnungen
- 1987: tz-Rose (München)
- 1988: Künstler-Förderpreis der Otto Sprenger-Stiftung (Hamburg)
- 1993: Ravensburger Kupferle
- 2004: Ernst-Hoferichter-Preis (München); Preis der deutschen Schallplattenkritik
- 2008: Bairische Sprachwurzel
- 2009: Tobi-Reiser-Preis (verliehen an die Familie Well)